# Clonación posicional
La clonación posicional es una técnica de laboratorio utilizada para localizar la posición en un cromosoma de un gen asociado a una enfermedad. Este enfoque funciona incluso cuando no hay información disponible sobre las bases bioquímicas de la enfermedad. La clonación posicional se utiliza en conjunción con el análisis de ligamiento. Ësto consiste en el aislamiento de segmentos de ADN que se superponen parcialmente y que se van localizando a lo largo del cromosoma para identificar un gen candidato.
Es una estrategia de clonación de genética inversa, utilizada cuando no es posible la clonación funcional.
La cartografía genética de baja resolución constituye la primera etapa de la clonación posicional del gen causante del fenotipo a estudio.